# Carolina Reaper

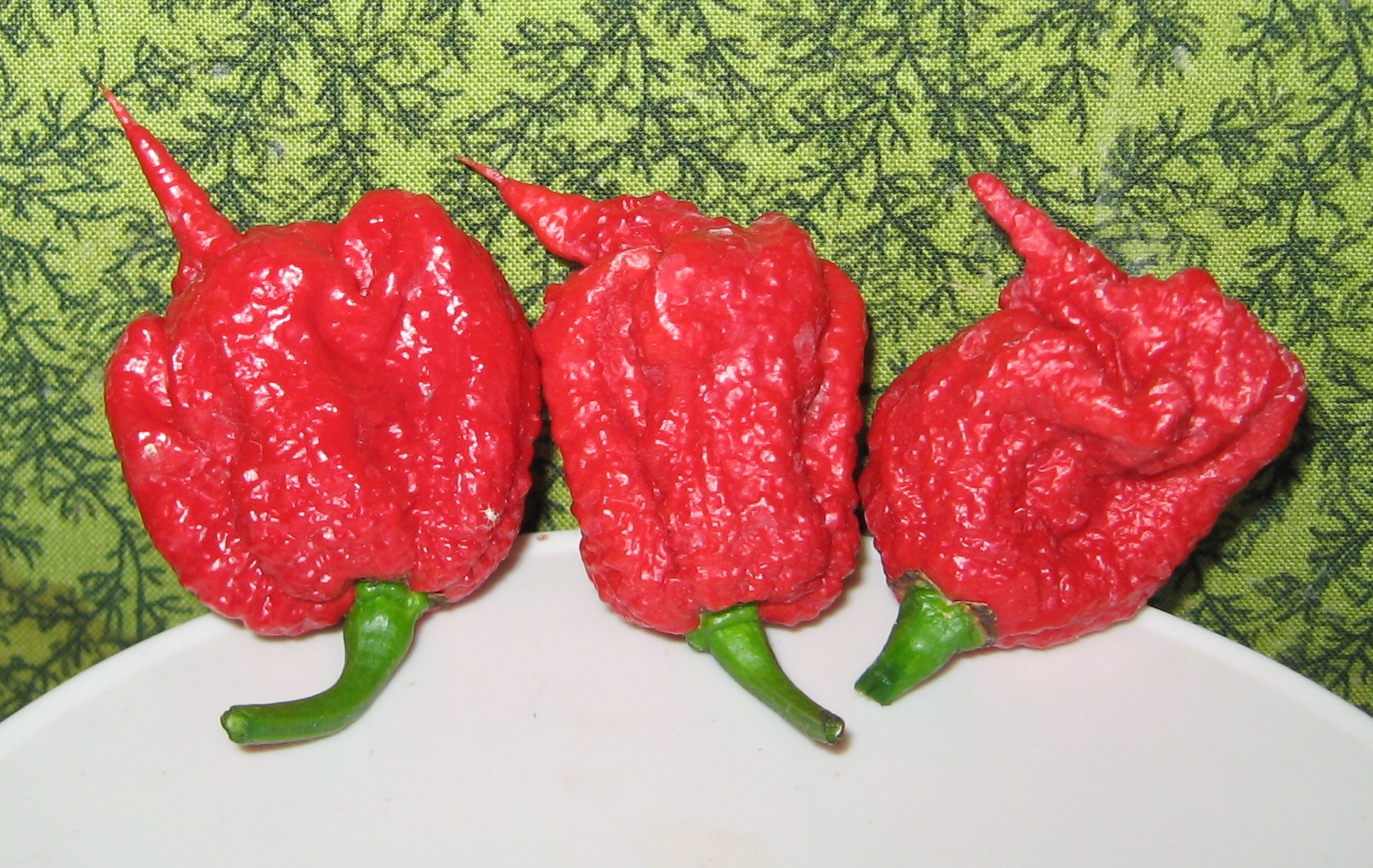
Carolina Reaper pepers

De Carolina Reaper is een chilipeper behorend tot de soort Capsicum chinense.
Het Guinness Book of Records heeft de Carolina Reaper eind 2013 uitgeroepen tot heetste peper. Daarmee werd deze chilipeper enkele maanden na de aanduiding van zijn voorganger, de Trinidad Moruga Scorpion, al tot nieuwe kampioen in de wedloop voor steeds pikantere pepers gekroond.
De Amerikaanse kweker Ed Currie cultiveerde in zijn bedrijf PuckerButt Pepper Company in Rock Hill (South Carolina) een pepersoort die qua pikantheid in de buurt komt van pepperspray. Op de Scovilleschaal, die de 'heetheid' van pepers meet, scoort de Carolina Reaper gemiddeld 1.569.300 eenheden volgens onderzoek aan de Winthrop University in South Carolina. Een uitschieter haalde zelfs de 2,2 miljoen.